# Lebensborn
Les Lebensborn (Fonts de vida), van ser el resultat d'un projecte realitzat durant el nazisme. El fet que la dona comencés a emancipar-se i l'augment d'avortaments fos considerable era un dels aspectes preocupants per a la societat, sobretot, si es tenia en compte que aquest avortaments podien haver estat futurs alemanys defensors de la pàtria. Heinrich Himmler va crear el Lebensborn Eingetragener Verein el 12 de desembre de 1935. L'objectiu d'aquest projecte era donar la possibilitat a dones "racialment pures" de donar a llum en secret. Una vegada el nadó hagués nascut hi havia l'opció de donar-lo en adopció perquè les SS se'n fessin càrrec.
La primera Lebensborn es va crear a Steinhöring, prop de Múnic. En un principi, totes les Lebensborn eren una mena de guarderies o centres on els matrimonis alemanys que no podien tenir fills tenien la possibilitat d'adoptar nadons. Més tard, es van convertir en llocs de trobada on les joves alemanyes podien contribuir en el creixement de la pàtria tenint relacions amb els soldats de les SS (model d'home de raça pura per excel·lència). En aquest aspecte, durant molts anys les Lebensborn van ser considerades una espècie de bordells on els soldats de les SS mantenien relacions sexuals amb noies alemanyes.
A partir del 1939, es va recórrer al segrest de nens dels països conquerits (Polònia, Noruega, Bèlgica…). Evidentment, solament es prenien aquells que tenien els ulls clars i eren rossos i un cop arribaven a aquestes llars, se'ls germanitzava.
Les víctimes d'aquest projecte van ser aquests nens abandonats, més tots els nens adoptats que un cop acabada la guerra van ser considerats "els nens de la vergonya". Entre molts dels casos existents, es troba el de Gisela Heidenreich: Una nena Lebensborn fruit de la relació d'una infermera noruega amb un soldat de les SS. Un cop finalitzada la guerra, Gisela, encara un nadó, va tornar amb la seva mare biològica a Noruega i va ser adoptada per la seva tieta i el seu oncle. La seva mare biològica també vivia amb ells sota la mateixa llar, però com a tia de la criatura. No va ser fins anys més tard, que Gisela va descobrir els seus orígens. Actualment, la Gisela és escriptora i viu a Alemanya. Relata la seva història a “Das endlose Jahr”.